# King of Bongo
King of Bongo és el tercer àlbum de Mano Negra.

## Llista de cançons
1. "Bring The Fire" – 3:27
2. "King Of Bongo" – 3:38
3. "Don't Want You No More" – 3:07
4. "Le Bruit Du Frigo" – 3:10
5. "Letter To The Censors" – 2:30
6. "El Jako" – 2:48
7. "It's My Heart" – 1:42
8. "Mad Man's Dead" – 2:43
9. "Out Of Time Man" – 3:25
10. "Madame Oscar" – 2:37
11. "Welcome In Occident" – 4:20
12. "Furious Fiesta" – 1:26
13. "The Fool" – 2:49
14. "Paris La Nuit" – 3:20